# Jaylen Sims
Jaylen Terelle Sims (Charlotte, 11 dicembre 1998) è un cestista statunitense.

## Carriera
Dopo gli anni del college alla University of North Carolina at Wilmington, con i quali si laurea campione del College Basketball Invitational e viene eletto MVP della competizione, si dichiara eleggibile per il Draft NBA 2022, nel quale tuttavia non viene scelto. Partecipa alla NBA Summer League con i Toronto Raptors, venendo poi firmato dagli Charlotte Hornets il 12 settembre dello stesso anno. Dopo essere stato tagliato, viene incluso nel roster dei Greensboro Swarm, nella NBA G League, con i quali giocherà le successive tre stagioni. Il 3 aprile del 2025 firma un 10-day contract con gli Hornets, esordendo il giorno dopo nella sconfitta contro i Sacramento Kings, segnando 7 punti in 21 minuti di utilizzo.

## Statistiche
| † | Denota una stagione in cui ha vinto il titolo |

### NCAA
| Anno       | Squadra       | PG  | PT | MP   | TC%  | 3P%  | TL%  | RP  | AP  | PRP | SP  | PP   |
| ---------- | ------------- | --- | -- | ---- | ---- | ---- | ---- | --- | --- | --- | --- | ---- |
| 2018-2019  | UNCW Seahawks | 32  | 4  | 18,9 | 39,9 | 34,9 | 72,4 | 3,0 | 0,9 | 0,4 | 0,2 | 5,7  |
| 2019-2020  | UNCW Seahawks | 32  | 24 | 30,6 | 37,6 | 35,0 | 65,9 | 5,4 | 1,2 | 0,6 | 0,1 | 11,8 |
| 2020-2021  | UNCW Seahawks | 12  | 9  | 33,9 | 43,8 | 38,2 | 77,6 | 5,3 | 1,8 | 0,8 | 0,1 | 17,8 |
| 2021-2022† | UNCW Seahawks | 36  | 33 | 34,6 | 38,3 | 35,7 | 82,0 | 5,8 | 2,4 | 1,2 | 0,2 | 16,4 |
| Carriera   | Carriera      | 112 | 70 | 28,9 | 39,1 | 35,6 | 75,8 | 4,8 | 1,6 | 0,8 | 0,2 | 12,1 |

#### Massimi in carriera
- Massimo di punti: 29 (2 volte)[4]
- Massimo di rimbalzi: 12 (3 volte)
- Massimo di assist: 7 vs Virginia Military (20 marzo 2022)
- Massimo di palle rubate: 5 vs Virginia Military (20 marzo 2022)
- Massimo di stoppate: 2 vs Towson (5 gennaio 2019)
- Massimo di minuti giocati: 45 vs James Madison (19 febbraio 2022)

### NBA

#### Regular Season
| Anno      | Squadra           | PG | PT | MP   | TC%  | 3P%  | TL%  | RP  | AP  | PRP | SP  | PP  |
| --------- | ----------------- | -- | -- | ---- | ---- | ---- | ---- | --- | --- | --- | --- | --- |
| 2024-2025 | Charlotte Hornets | 6  | 0  | 18,6 | 42,9 | 40,0 | 80,0 | 1,0 | 2,0 | 0,5 | 0,2 | 7,0 |
| Carriera  | Carriera          | 6  | 0  | 18,6 | 42,9 | 40,0 | 80,0 | 1,0 | 2,0 | 0,5 | 0,2 | 7,0 |

#### Massimi in carriera
- Massimo di punti: 12 vs Boston Celtics (13 aprile 2025)[5]
- Massimo di rimbalzi: 3 vs Toronto Raptors (9 aprile 2025)
- Massimo di assist: 4 vs Sacramento Kings (4 aprile 2025)
- Massimo di palle rubate: 1 (3 volte)
- Massimo di stoppate: 1 vs Toronto Raptors (9 aprile 2025)
- Massimo di minuti giocati: 24 vs Toronto Raptors (9 aprile 2025)

### G League
| Anno      | Squadra       | PG  | PT | MP   | TC%  | 3P%  | TL%  | RP  | AP  | PRP | SP  | PP   |
| --------- | ------------- | --- | -- | ---- | ---- | ---- | ---- | --- | --- | --- | --- | ---- |
| 2022-2023 | Greens. Swarm | 39  | 4  | 25,3 | 45,8 | 37,0 | 72,7 | 4,4 | 2,4 | 0,6 | 0,1 | 10,1 |
| 2023-2024 | Greens. Swarm | 49  | 47 | 34,0 | 43,6 | 35,6 | 82,3 | 5,5 | 3,2 | 1,0 | 0,2 | 16,2 |
| 2024-2025 | Greens. Swarm | 49  | 30 | 32,9 | 44,2 | 37,5 | 83,7 | 5,3 | 2,7 | 0,9 | 0,2 | 19,1 |
| Carriera  | Carriera      | 137 | 81 | 31,1 | 44,3 | 36,7 | 81,7 | 5,1 | 2,8 | 0,9 | 0,2 | 15,5 |

## Palmarès

### Squadra
- CBI: 1

University of North Carolina at Wilmington: 2022

### Individuale
- CBI MVP: 1

University of North Carolina at Wilmington: 2022
- All-CAA First Team: 1

University of North Carolina at Wilmington: 2022